# Font dels Ferners
La Font dels Ferners és una font situada a 1.090 metres d'altitud del poble de Rivert, pertanyent al municipi de Conca de Dalt, al Pallars Jussà. Antigament pertanyia al terme de Toralla i Serradell.
És al nord-oest de Rivert, a la dreta del barranc de Palomera, al vessant nord del Serrat de la Rebollera. És al nord-oest de les Cadiretes, al nord-est del Turó de la Rebollera i a ponent de l'Espluga de Castilló.